# خانه فخرالملوک

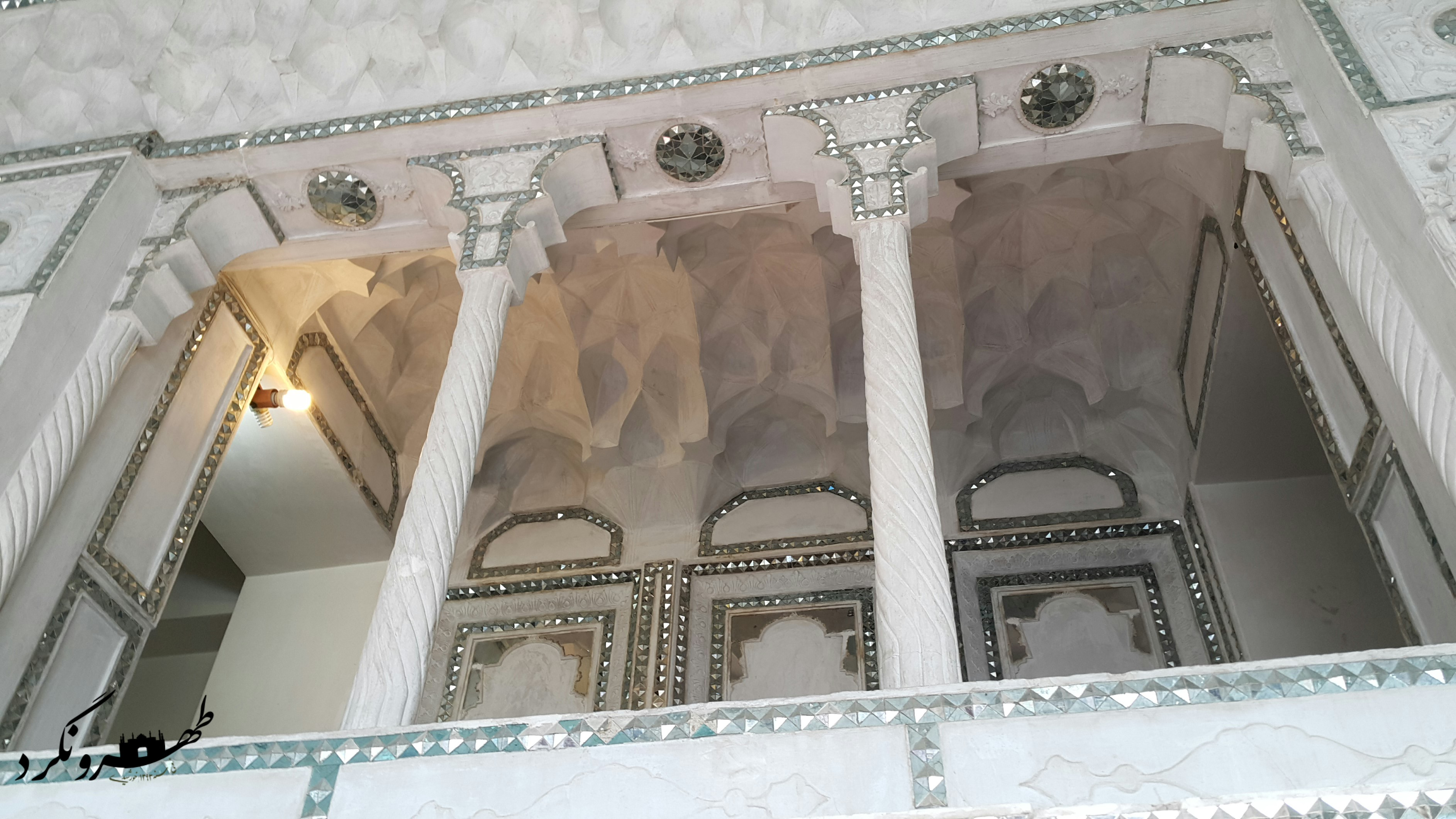

خانه فخرالملوک یا نان و نمک فخرالملوک واقع در خیابان امیرکبیر، اندکی داخل کوچه میرزا محمود وزیر (محله امامزاده یحیی) در مجاورت پارک و در نزدیکی حمام قدیمی در ضلع جنوبی کوچه قرار دارد که با کاشی شماره ۱۱۴ و سردر ورودی با معماری زیبا مشخص شده‌است (البته بر روی نقشه گوگل مپ مکان این خانه پس از کوچه هداوند و تقریبا مقابل بن‌بست مدرس قرار دارد). این خانه شخصی فخرالملوک و نیرالملوک نوادگان میرزا عیسی وزیر از سیاستمداران آغازین قاجار بوده‌است. این عمارت ۱۲۰ سال قدمت دارد و به مرور زمان به عناوین مختلف از مساحت آن کم شده‌است.
در حال حاضر این عمارت سفره‌خانه سنتی «نان و نمک فخرالملوک» است که به مدیریت داریوش مصوری می‌باشد. وی به همشهری می‌گوید که «اتاق آینه عمارت فخرالملوک با گچبری، آینه‌کاری و مقرنس‌های زیبا، بیننده را ساعت‌ها به تماشای خود مشغول می‌کنند». وی می‌افزاید که بازدید از این بنا و برنامه‌های هنری و کارگاهی دایر در آن برای عموم رایگان است.